# Mehmed Süreyya
Mehmed Süreyya (محمد ثریا / İA Meḥmed S̲üreyyā; * 1845 in Istanbul; † 12. Januar 1909 ebenda) war ein osmanischer Chronist und Biograph. Sein Hauptwerk ist die „Osmanische Nationalbiographie“ (سجل عثمانی / Sicill-i ʿOs̲mānī).

## Leben und Werk
Mehmed Süreyyas Vater war der Zivilbeamte Hüsnü Mehmed Bey. Süreyya wurde 1863 Mitglied der Übersetzungsabteilung der Hohen Pforte und war eine Zeit lang Mitarbeiter der Zeitung Cerīde-ʾi Ḥavādis̲. Am 6. Oktober 1886 wurde er in den Rat des Erziehungsministeriums berufen, wo er bis zu seinem Tod verblieb. Sein Grab befindet sich auf dem Karacaahmet-Friedhof in Üsküdar.
Als Autor und Kompilator verfasste er über vierzig Werke, darunter auch ein mehrbändiges Arabisch-Persisch-Osmanisch-Tschagataisch-Tatarisches Wörterbuch. Dieses umfangreiche Werk sowie vier Novellen und einige Bücher über osmanische und islamische Geschichte wurden 1916 zu großen Teilen bei einem Brand vernichtet. 1876 wurde der erste Band seiner zweibändigen Nuḫbetü l-Veḳāyiʿ („Ausgewählte Ereignisse“ – für den Zeitraum von 1831 bis 1875) publiziert, der zweite blieb unveröffentlicht.
Sein Hauptwerk سجل عثمانی یاخود تذکرهٔ مشاهیر عثمانیه / Sicill-i ʿOs̲mānī yāḫūd Teẕkire-ʾi Meşāhīr-i ʿOs̲mānīye, ein Kompendium, in dem biografische Daten berühmter Persönlichkeiten des Reiches festgehalten wurden, erschien in vier Teilen zwischen 1890 und 1899. Jeder Band befasste sich mit einer bestimmten Gruppe, nach Status oder Tätigkeit geordnet. So wurden von der osmanischen Frühzeit bis zum Jahr 1899 Personen der verschiedensten Stände und Ränge aufgelistet und beschrieben. In keinem anderen Geschichtswerk oder Kompendium werden so viele Namen und Daten auch weniger einflussreicher Osmanen genannt. Der Name „Osmanische Nationalbiographie“ besteht demnach zu Recht.